# Hydrelia triseriata
Hydrelia triseriata là một loài bướm đêm trong họ Geometridae.